# Медвежка (річка)
Медвежка (притока Пруту)  (Медведка, Ведмедка)— річка в Україні (Річки Чернівецької області) та Молдові. Ліва притока Пруту (басейн Дунаю).
Довжина 23 км, . Долина в середній та нижній течії вузька і глибока; річка порожиста, з кам'янистим дном.
Бере початок на території України, з болотяної місцевісті на кордоні з Молдовою (на південь від с. Слобідка Чернівецької області та на захід від с Ларга). Протікає в межах Бессарабської височини (Товтри) територією Молдови. Тече на південь і (частково) на південний схід, впадає до Пруту на півдні від міста Липкани.